# Poseidon Express
Il Poseidon Express è un traghetto appartenente alla Stasoro Shipping Ltd ed in noleggio alla UME.

## Servizio
Varato il 12 gennaio 1990 nel cantiere navale Gdansk Shipyard di Danzica con il nome di Translubeca e consegnato il 1º novembre 1990 alla Finnlines, prende servizio il 7 novembre nei collegamenti tra Helsinki e Lubecca.
Il 7 novembre 1995 viene trasferito nei collegamenti tra Turku, Travemünde ed Helsinki.
Dal 1º giugno 1998 non scala più a Travemünde.
Il 12 giugno 1999 viene trasferito nei collegamenti merci tra Lubecca, Helsinki, Rauma, Gdynia e Rostock.
Dal settembre del 1999 al gennaio del 2000 viene noleggiato alla DFDS Tor Line ed impiegato nei collegamenti tra Göteborg ed Harwich. Terminato il noleggio, torna in servizio sulla Travemünde-Helsinki.
Nel corso del 2000 viene trasferito sulla Aarhus-Helsinki.
Nell'ottobre del 2000 prende servizio nei collegamenti tra Travemünde, Helsinki ed Hanko.
Il 24 febbraio 2001 viene trasferito nei collegamenti tra Kiel, Sassnitz e San Pietroburgo.
Il 12 gennaio 2003 prende servizio nei collegamenti tra Lubecca, Mukran, Baltiysk e San Pietroburgo.
Dal 29 luglio 2010 al 10 agosto 2011 opera nei collegamenti tra Turku e Travemünde. Dal 1º al 10 agosto 2011 opera anche nei collegamenti tra Lubecca, Ventspils e San Pietroburgo, che alterna alla Turku-Travemünde.
Nel settembre del 2011 viene noleggiato alla società madre Grimaldi Lines e salpa dal cantiere di Anversa per Bengasi, dove imbarca gli sfollati della guerra civile libica, che trasferisce a Catania.
Il 29 settembre prende servizio nei collegamenti lo scalo siciliano, Civitavecchia e La Valletta.
Nel maggio del 2012 termina il noleggio alla Grimaldi Lines e a giugno salpa per Hanko.
Nello stesso mese viene noleggiato alla Navirail ed il 12 giugno prende servizio nei collegamenti tra Hanko e Paldiski.
Il 21 ottobre 2013 viene venduto alla Paradise Cruise & Ferry ed il 2 novembre termina il servizio per Finnlines. Il giorno successivo salpa per il Mar Nero, dove vi giunge dopo aver scalato a Kotka, Lubecca, Anversa ed in Libia.
Nel dicembre del 2013 viene consegnato al nuovo armatore e, ribattezzato Poseidon Express, prende servizio nel 2014 nei collegamenti tra Novorossiysk, Trabzon e Poti.
Nel novembre del 2018 viene venduto alla società cipriota Stasoro Shipping Ltd, che lo noleggia subito all'egiziana UME. Nello stesso mese prende servizio nei collegamenti tra Safaga e Duuba, dove opera tutt'oggi.

## Navi gemelle
- Sailor (ex Finnsailor)
- Cabo Star (ex Finnforest)